# Elecciones estaduales de Pernambuco de 1982
Las elecciones estatales de Pernambuco en 1982 se realizaron el 15 de noviembre bajo reglas como voto vinculante, subleyendas y prohibición de coaliciones de partidos, similar a lo que sucedió en los otros estados brasileños . En este día, el Partido Democrático Social eligió como gobernador a Roberto Magalhães, vicegobernador a Gustavo Krause, al senador Marco Maciel e hizo las bancas más grandes entre los 26 diputados federales y 50 estatales que fueron electos.

## Candidatos

### Gobernador
| Gobernador                 | Gobernador | Gobernador | Cargos anteriores                        | Vicegobernador  | Vicegobernador | Vicegobernador | Nª |
| Candidato                  | Partido    | Partido    | Cargos anteriores                        | Candidato       | Partido        | Partido        | Nª |
| -------------------------- | ---------- | ---------- | ---------------------------------------- | --------------- | -------------- | -------------- | -- |
| Roberto Magalhães          |            | PDS        | Vicegobernador de Pernambuco (1979-1982) | Gustavo Krause  |                | PDS            | 1  |
| Manoel da Conceição Santos |            | PT         | Sin cargo político anterior              | Antônio Rios    |                | PT             | 3  |
| Antônio Melo Costa         |            | PTB        | Sin cargo político anterior              | Hélio Seixas    |                | PTB            | 2  |
| Marcos Freire              |            | PMDB       | -                                        | Fernando Coelho |                | PMDB           | 5  |

#### Biografía del Gobernador Electo
Abogado graduado en la Universidad Federal de Río de Janeiro en 1957 con doctorado en la Universidad Federal de Pernambuco, Roberto Magalhães es de Canguaretama y ocuparía un cargo para el cual su tío, Agamenon Magalhães, había sido elegido en 1950. Profesor de educación superior, asesoró a gobernadores como Cid Sampaio y Eraldo Gueiros antes de incorporarse a la Alianza Renovadora Nacional (ARENA) y ser elegido vicegobernador indirectamente en 1978 en la candidatura de Marco Maciel, a quien siguió en el Partido Democrático Social (PDS). Con miras a la elección de 1982, ambos renunciaron a sus mandatos y el Palácio do Campo das Princesas pasó a manos de José Muniz Ramos, presidente de la Asamblea Legislativa de Pernambuco, hasta que el propio Roberto Magalhães fue elegido gobernador en el mismo año. Apoyó la elección de Tancredo Neves como Presidente de la República en 1985 y, con su muerte antes de asumir el cargo, hipotecó apoyos a José Sarney y se unió al Partido del Frente Liberal (PFL), asociación por la que se postuló para un período senatorial en 1986.

#### Biografía del Vicegobernador Electo
Nacido en Vitória de Santo Antão y egresado de la Universidad Federal de Pernambuco en 1968, el abogado Gustavo Krause fue nombrado auditor de la tesorería del Estado en 1970. El oficial de gabinete de su tío, Moura Cavalcanti, cuando era secretario de Administración de Paulo Guerra, se mantuvo cercano a su tío y fue su jefe de gabinete en el Ministerio de Agricultura, y cuando Moura Cavalcanti llegó al gobierno de Pernambuco en 1975, Krause asumió como secretario de Hacienda. Luego de incorporarse a ARENA, fue designado alcalde de Recife por el gobernador Marco Maciel, asumiendo el cargo el 23 de marzo de 1979 y permaneciendo en él hasta 1982, meses antes de ser elegido vicegobernador por el PDS . Cuando el titular renunció al gobierno estatal en 1986, Gustavo Krause tomó el poder bajo el Partido del Frente Liberal (PFL).

### Senador Federal
| Senador              | Senador                  | Senador | Cargos anteriores                    | Suplentes                  | Suplentes | Suplentes | Nª |
| Candidato            | Partido                  | Partido | Cargos anteriores                    | Candidato                  | Partido   | Partido   | Nª |
| -------------------- | ------------------------ | ------- | ------------------------------------ | -------------------------- | --------- | --------- | -- |
| Marco Maciel         |                          | PDS     | Gobernador de Pernambuco (1979-1982) | Nivaldo Machado            |           | PDS       | 10 |
| Marco Maciel         | Waldomiro Barros Costa   | PDS     | Gobernador de Pernambuco (1979-1982) |                            |           | PDS       | 10 |
| Bruno Maranhão       |                          | PT      | Sin cargo político anterior          | João José da Silva         |           | PT        | 30 |
| Bruno Maranhão       | Eduardo Magalhães        | PT      | Sin cargo político anterior          |                            |           | PT        | 30 |
| Hélio Nunes da Silva |                          | PTB     | Sin cargo político anterior          | Sebastião Lobo de Oliveira |           | PTB       | 40 |
| Hélio Nunes da Silva | Sebastião Amaro da Silva | PTB     | Sin cargo político anterior          |                            |           | PTB       | 40 |
| Cid Sampaio          |                          | PMDB    | Gobernador de Pernambuco (1959-1963) | Salviano Machado           |           | PMDB      | 50 |
| Cid Sampaio          | Guilherme Robalinho      | PMDB    | Gobernador de Pernambuco (1959-1963) |                            |           | PMDB      | 50 |

#### Biografía del Senador Electo
Finalmente, tuvimos la victoria del abogado Marco Maciel. Nacido en Recife, presidió la Unión de Estudiantes de Pernambuco y se graduó en 1963 en la Universidad Federal de Pernambuco. Asesor del gobernador Paulo Guerra, ingresó a la Alianza Renovadora Nacional (ARENA) y fue elegido sucesivamente diputado estatal en 1966 y diputado federal en 1970 y 1974. Ocupó la presidencia de la Cámara de Diputados en 1977 cuando el gobierno de Ernesto Geisel concedió el Paquete de Abril y en 1978 fue elegido gobernador de Pernambuco migrando al Partido Democrático Social (PDS) en el transcurso de su mandato y por esta asociación fue electo Senador en 1982. Prócer de la Nueva República, es uno de los fundadores del Partido del Frente Liberal (PFL).

## Resultados

### Gobernador
| Partido                   | Partido                   | Candidatos                 | Votos     | %      |
| ------------------------- | ------------------------- | -------------------------- | --------- | ------ |
|                           | PDS                       | Roberto Magalhães          | 913.774   | 52,46  |
|                           | PMDB                      | Marcos Freire              | 816.085   | 46,86  |
|                           | PTB                       | Antônio Melo Costa         | 7.872     | 0,45   |
|                           | PT                        | Manoel da Conceição Santos | 4.027     | 0,23   |
|                           |                           |                            |           |        |
| Votos válidos             | Votos válidos             | Votos válidos              | 1.741.758 | 89,17  |
| Votos en blanco           | Votos en blanco           | Votos en blanco            | 154.406   | 7,91   |
| Votos nulos               | Votos nulos               | Votos nulos                | 57.052    | 2,92   |
| Total                     | Total                     | Total                      | 1.953.216 | 100,00 |
| Registrados/Participaciòn | Registrados/Participaciòn | Registrados/Participaciòn  | 2.542.935 | 76,81  |

     Electo

### Senador Federal
| Partido                   | Partido                   | Candidatos                | Votos     | %      |
| ------------------------- | ------------------------- | ------------------------- | --------- | ------ |
|                           | PDS                       | Marco Maciel              | 926.771   | 53,69  |
|                           | PMDB                      | Cid Sampaio               | 788.191   | 45,67  |
|                           | PTB                       | Hélio Nunes da Silva      | 7.061     | 0,41   |
|                           | PT                        | Bruno Maranhão            | 3.977     | 0,23   |
|                           |                           |                           |           |        |
| Votos válidos             | Votos válidos             | Votos válidos             | 1.741.758 | 88,37  |
| Votos en blanco           | Votos en blanco           | Votos en blanco           | 163.912   | 8,39   |
| Votos nulos               | Votos nulos               | Votos nulos               | 63.304    | 3,24   |
| Total                     | Total                     | Total                     | 1.953.216 | 100,00 |
| Registrados/Participaciòn | Registrados/Participaciòn | Registrados/Participaciòn | 2.542.935 | 76,81  |

     Electo

### Diputados federales electos
Los candidatos electos se enumeran con información adicional de la Cámara de Diputados.
| Diputados federales electos | Partido | Votos   | Ciudad de origen        | Estado         |
| --------------------------- | ------- | ------- | ----------------------- | -------------- |
| Miguel Arraes               | PMDB    | 191.471 | Araripe                 | Ceará          |
| Jarbas Vasconcelos          | PMDB    | 172.004 | Vicência                | Pernambuco     |
| Antônio Farias              | PDS     | 83.202  | Surubim                 | Pernambuco     |
| José Jorge                  | PDS     | 70.802  | Recife                  | Pernambuco     |
| Ricardo Fiuza               | PDS     | 63.188  | Fortaleza               | Ceará          |
| Osvaldo Coelho              | PDS     | 62.090  | Juazeiro                | Bahía          |
| José Moura                  | PDS     | 59.735  | Recife                  | Pernambuco     |
| Nilson Gibson               | PDS     | 57.445  | Recife                  | Pernambuco     |
| José Mendonça Bezerra       | PDS     | 54.851  | Belo Jardim             | Pernambuco     |
| Inocêncio Oliveira          | PDS     | 54.848  | Serra Talhada           | Pernambuco     |
| Pedro Corrêa                | PDS     | 54.716  | Rio de Janeiro          | Río de Janeiro |
| Gonzaga Vasconcelos         | PDS     | 53.252  | Surubim                 | Pernambuco     |
| Thales Ramalho              | PDS     | 51.609  | João Pessoa             | Paraíba        |
| Geraldo Melo                | PDS     | 43.645  | Jaboatão dos Guararapes | Pernambuco     |
| João Carlos de Carli        | PDS     | 39.292  | Rio de Janeiro          | Río de Janeiro |
| Josias Leite                | PDS     | 38.789  | São José do Egito       | Pernambuco     |
| Fernando Lyra               | PMDB    | 36.638  | Recife                  | Pernambuco     |
| Carlos Wilson               | PMDB    | 35.359  | Recife                  | Pernambuco     |
| Mansueto de Lavor           | PMDB    | 30.668  | Barbalha                | Ceará          |
| Arnaldo Maciel              | PMDB    | 28.918  | Belo Jardim             | Pernambuco     |
| Egídio Ferreira Lima        | PMDB    | 28.650  | Timbaúba                | Pernambuco     |
| José Carlos Vasconcelos     | PMDB    | 28.451  | Recife                  | Pernambuco     |
| Cristina Tavares            | PMDB    | 27.963  | Garanhuns               | Pernambuco     |
| Roberto Freire              | PMDB    | 27.402  | Recife                  | Pernambuco     |
| Sérgio Murilo               | PMDB    | 26.680  | Carpina                 | Pernambuco     |
| Osvaldo Lima Filho          | PMDB    | 24.128  | Cabo de Santo Agostinho | Pernambuco     |

#### Por Partido/Federación
| Nª                        | Partido                                            | Votos     | %      | Escaños | ±           |
| ------------------------- | -------------------------------------------------- | --------- | ------ | ------- | ----------- |
| 1                         | Partido Democrático Social (PDS)                   | 928.234   | 54,80  | 14      | Sin cambios |
| 5                         | Partido del Movimento Democrático Brasileño (PMDB) | 753.812   | 44,52  | 12      | 4           |
| 4                         | Partido Laborista Brasileño (PTB)                  | 7.549     | 0,46   | 0       | Nuevo       |
| 3                         | Partido de los Trabajadores (PT)                   | 3.789     | 0,22   | 0       | Nuevo       |
|                           |                                                    |           |        |         |             |
| Votos válidos             | Votos válidos                                      | 1.693.384 | 86,69  |         |             |
| Votos en blanco           | Votos en blanco                                    | 164.974   | 8,45   |         |             |
| Votos nulos               | Votos nulos                                        | 94.858    | 4,86   |         |             |
| Total                     | Total                                              | 1.953.216 | 100,00 | 26      | Sin cambios |
| Registrados/Participación | Registrados/Participación                          | 2.542.935 | 76,81  |         |             |

### Diputados estatales electos
De los cincuenta escaños en la Asamblea Legislativa de Pernambuco, el PDS tomó veintiocho y el PMDB veintidós.
| Diputados federales electos     | Partido | Votos  | Ciudad de origen        | Estado               |
| ------------------------------- | ------- | ------ | ----------------------- | -------------------- |
| Manoel Ramos de Almeida         | PDS     | 64.514 | Panelas                 | Pernambuco           |
| Clodoaldo da Silva Torres Filho | PMDB    | 50.555 | Bom Jardim              | Pernambuco           |
| Marcus Antônio Soares da Cunha  | PMDB    | 43.662 | Bezerros                | Pernambuco           |
| Paulo Marques                   | PDS     | 40.410 | Carpina                 | Pernambuco           |
| Luís de Barros Freire Neto      | PMDB    | 37.270 | Recife                  | Pernambuco           |
| Joel de Holanda                 | PDS     | 34.138 | Arcoverde               | Pernambuco           |
| José Tinoco                     | PDS     | 32.838 | Recife                  | Pernambuco           |
| Eduardo Gomes da Silva          | PMDB    | 32.679 | São José do Egito       | Pernambuco           |
| Osvaldo Rabelo                  | PDS     | 32.414 | Goiana                  | Pernambuco           |
| Maviael Cavalcanti              | PDS     | 29.965 | Macaparana              | Pernambuco           |
| Ricardo José Dias Selva         | PMDB    | 29.879 | Afogados da Ingazeira   | Pernambuco           |
| Felipe Coelho                   | PDS     | 28.568 | Ouricuri                | Pernambuco           |
| Harlan Gadelha                  | PMDB    | 27.962 | Goiana                  | Pernambuco           |
| Sérgio Guerra                   | PMDB    | 27.405 | Recife                  | Pernambuco           |
| Luís Heráclio do Rêgo Sobrinho  | PDS     | 26.738 | Limoeiro                | Pernambuco           |
| Fernando Bezerra Coelho         | PDS     | 26.543 | Petrolina               | Pernambuco           |
| Arthur Mello de Lima Cavalcanti | PMDB    | 26.360 | Recife                  | Pernambuco           |
| José Aglailson Queralvares      | PDS     | 25.477 | Vitória de Santo Antão  | Pernambuco           |
| Drayton Nejaim                  | PDS     | 24.164 | Caruaru                 | Pernambuco           |
| Argemiro Pereira de Menezes     | PDS     | 24.303 | Serra Talhada           | Pernambuco           |
| Roosevelt Gonçalves de Lima     | PDS     | 23.586 | Limoeiro                | Pernambuco           |
| Inaldo Ivo Lima                 | PMDB    | 22.966 | Angelim                 | Pernambuco           |
| Horácio Ferraz                  | PDS     | 22.915 | Floresta                | Pernambuco           |
| Torquato Ferreira Lima          | PMDB    | 22.626 | Nazaré da Mata          | Pernambuco           |
| Henrique José Queiroz Costa     | PDS     | 22.297 | Recife                  | Pernambuco           |
| Antônio Airton Benjamin         | PDS     | 22.105 | Olinda                  | Pernambuco           |
| Francisco Cintra Galvão         | PDS     | 21.054 | Belo Jardim             | Pernambuco           |
| Sérgio Longman                  | PMDB    | 21.052 | Recife                  | Pernambuco           |
| Leila Guimarães de Abreu        | PMDB    | 19.919 | Recife                  | Pernambuco           |
| Vital Cavalcanti Novaes         | PDS     | 19.718 | Escada                  | Pernambuco           |
| João Ferreira Lima              | PMDB    | 19.357 | Nazaré da Mata          | Pernambuco           |
| José Geraldo da Mota Barbosa    | PDS     | 18.448 | Surubim                 | Pernambuco           |
| Murilo Carneiro Leão Paraíso    | PMDB    | 18.343 | Recife                  | Pernambuco           |
| Severino Cavalcanti             | PDS     | 17.989 | João Alfredo            | Pernambuco           |
| Felix Cantalício Barreto Cabral | PDS     | 17.697 | Terra Nova              | Pernambuco           |
| João Lyra Filho                 | PMDB    | 17.385 | Lagoa dos Gatos         | Pernambuco           |
| Edgar Moury Fernandes Sobrinho  | PMDB    | 17.195 | Recife                  | Pernambuco           |
| José de Assis Pedrosa           | PMDB    | 16.600 | Limoeiro                | Pernambuco           |
| Severino Otávio Raposo Monteiro | PDS     | 16.552 | Bezerros                | Pernambuco           |
| Ivo Tinô do Amaral              | PDS     | 16.311 | Lajedo                  | Pernambuco           |
| José Liberato Barroso           | PDS     | 16.304 | Aracati                 | Pernambuco           |
| Newton D'Emery Carneiro         | PMDB    | 16.222 | Palmares                | Pernambuco           |
| Adalberto Farias Cabral         | PDS     | 16.099 | Surubim                 | Pernambuco           |
| José Luiz de Almeida Melo       | PDS     | 15.653 | Jaboatão dos Guararapes | Pernambuco           |
| Hugo Martins Gomes              | PMDB    | 15.611 | Cabo de Santo Agostinho | Pernambuco           |
| Carlos Porto de Barros          | PDS     | 15.566 | Canhotinho              | Pernambuco           |
| Gonzaga Patriota                | PMDB    | 15.278 | Sertânia                | Pernambuco           |
| Abelardo Ribeiro de Godoy       | PDS     | 15.120 | Serra Talhada           | Pernambuco           |
| Wilson Campos                   | PMDB    | 14.307 | Brejo da Madre de Deus  | Pernambuco           |
| Luciano Siqueira                | PMDB    | 13.866 | Natal                   | Río Grande del Norte |

#### Por Partido/Federación
| Nª                        | Partido                                            | Votos     | %      | Escaños | ±     |
| ------------------------- | -------------------------------------------------- | --------- | ------ | ------- | ----- |
| 1                         | Partido Democrático Social (PDS)                   | 927.918   | 55,95  | 28      | 2     |
| 5                         | Partido del Movimento Democrático Brasileño (PMDB) | 720.021   | 43,41  | 22      | 6     |
| 4                         | Partido Laborista Brasileño (PTB)                  | 6.961     | 0,42   | 0       | Nuevo |
| 3                         | Partido de los Trabajadores (PT)                   | 3.708     | 0,22   | 0       | Nuevo |
|                           |                                                    |           |        |         |       |
| Votos válidos             | Votos válidos                                      | 1.658.608 | 84,92  |         |       |
| Votos en blanco           | Votos en blanco                                    | 195.720   | 10,02  |         |       |
| Votos nulos               | Votos nulos                                        | 98.888    | 5,06   |         |       |
| Total                     | Total                                              | 1.953.216 | 100,00 | 50      | 4     |
| Registrados/Participación | Registrados/Participación                          | 2.542.935 | 76,81  |         |       |